# Svend Martinsen
Sven Johan Osvald „Svend“ Martinsen (* 28. September 1900 in Finnland; † 9. August 1968 in Tune, Bezirk Østfold) war ein norwegischer Ringer. Er war Europameister 1929 im griechisch-römischen Stil im Bantamgewicht.

## Werdegang
Svend Martinsen wurde als Kind norwegischer Eltern in Finnland geboren. Seine Eltern kehrten bald nach seiner Geburt nach Norwegen zurück. Er wurde Mitglied des Sportvereins Turn- o. Idrettslager National Sarpsborg und begann dort als Jugendlicher mit dem Ringen. Nach 1918 gehörte er bald zu den besten norwegischen Ringern im griechisch-römischen Stil in den leichten Gewichtsklassen Bantam- bzw. Federgewicht.
Im Jahre 1924 wurde er zu den Olympischen Spielen in Paris entsandt. Es gelangen ihm dort im Bantamgewicht zwar zwei Siege, er musste aber nach zwei Niederlagen in der 3. und 4. Runde ausscheiden und kam auf den 11. Platz. Seinen nächsten Start bei einer internationalen Meisterschaft absolvierte er erst 1927 bei der Europameisterschaft in Budapest. Svend gewann dieses Mal sogar drei Kämpfe, verfehlte die Medaillenränge aber wegen Niederlagen gegen Europameister Armand Magyar aus Ungarn und den starken Giovanni Gozzi aus Italien knapp.
Bei den Olympischen Spielen 1928 in Amsterdam reichte es für Martinsen wieder nur zum 11. Platz. Er hatte dabei das Pech in der zweiten Runde auf den späteren Olympiasieger Kurt Leucht aus Deutschland und in der dritten Runde auf den sehr starken Ungarn Ödön Zombori zu treffen, gegen die er verlor.
Der sportliche Durchbruch gelang Svend dann bei der Europameisterschaft 1929 in Dortmund. Im Bantamgewicht startend besiegte er im griechisch-römischen Stil den Dänen Erland Nielsen, den Tschechen Antonín Nič und Ödön Zombori und errang mit diesen Siegen den Europameister-Titel.
Ab 1930 startete Svend dann im Federgewicht. Auch in dieser Gewichtsklasse kam er sehr gut zurecht, wie der Vizeeuropameister-Titel 1930 in Stockholm, wo er nur gegen Kustaa Pihlajamäki aus Finnland unterlag und der 3. Platz bei der Europameisterschaft 1933, wo er erneut gegen Kustaa Pihlajamäki und gegen Wolfgang Ehrl aus Deutschland unterlag, bewies.
Ärgerlich für Svend Martinsen war, dass Norwegen zu den Olympischen Spielen 1932 in Los Angeles keine Ringer entsandte.

## Internationale Erfolge
| Jahr | Platz | Wettbewerb                   | Gewichtsklasse | Ergebnisse |
| 1924 | 11.   | OS in Paris                  | Bantam         | mit Siegen über Georgios Zervinis, Griechenland und Herman Andersen, Dänemark und Niederlagen gegen Henri Dierikx, Belgien und Väinö Ikonen, Finnland                  |
| 1926 | 1.    | Intern. Turnier in Oslo      | Feder          | vor Beranek, Tschechoslowakei |
| 1927 | 4.    | EM in Budapest               | Bantam         | mit Siegen über Arvid Östman, Schweden, Burhan Cankeroglu, Türkei und Fritz Maier, Deutschland und Niederlagen gegen Armand Magyar, Ungarn und Giovanni Gozzi, Italien |
| 1928 | 11.   | OS in Amsterdam              | Bantam         | mit einem Sieg über Djula Szabo, Jugoslawien und Niederlagen gegen Kurt Leucht, Deutschland und Ödön Zombori, Ungarn                                                   |
| 1929 | 1.    | EM in Dortmund               | Bantam         | mit Siegen über Erland Nielsen, Dänemark, Antonín Nič, Tschechoslowakei und Ödön Zombori                                                                               |
| 1929 | 2.    | Intern. Turnier in Stockholm | Feder          | hinter Einar Karlsson u. vor A. Hyrynkangas, beide Schweden |
| 1930 | 2.    | EM in Stockholm              | Feder          | mit Siegen über Thorvolt Christiansen, Dänemark, Johannes Ohl, Deutschland und Einar Karlsson, Schweden und einer Niederlage gegen Kustaa Pihlajamäki, Finnland        |
| 1933 | 3.    | EM in Helsinki               | Feder          | mit einem Sieg über Herbert Olofsson, Schweden und Niederlagen gegen Wolfgang Ehrl, Deutschland und Kustaa Pihlajamäki                                                 |
| 1935 | 6.    | EM in Kopenhagen             | Feder          | mit Siegen über Louis Francois, Frankreich und Ryszard Dworog, Polen und Niederlagen gegen Sebastian Hering, Deutschland und Hermanni Pihlajamäki, Finnland            |

Erläuterungen
- alle Wettkämpfe im griechisch-römischen Stil
- Bantamgewicht, damals bis 58 kg, Federgewicht bis 61 kg Körpergewicht